# Rafael Albuquerque
Rafael Albuquerque, né le 12 avril 1981 à Porto Alegre, est un dessinateur, encreur, coloriste, et scénariste de comics brésilien. Il est principalement connu pour avoir co-créé la série de comics American Vampire avec Scott Snyder et Stephen King.

## Biographie
Rafael Albuquerque débute dans les comics en 2003 chez l'éditeur égyptien AK Comics, avec lesquels il travaille pendant trois ans, puis chez Boom! Studios et Dark Horse.
Engagé chez DC Comics, il travaille notamment sur les séries Blue Beetle puis Superman/Batman.
En 2009, grâce à sa rencontre avec l'éditeur Will Dennis, il dessine la nouvelle série de Scott Snyder, American Vampire, du label Vertigo. Début 2012, il est officiellement reconnu comme cocréateur de la série, à la demande du scénariste,.
Il a également créé le web-comics Tune 2, uniquement publié au Brésil, et créé à l'origine pour un site internet.
En 2018, il dessine A Study in Emerald, l'adaptation de la nouvelle Une étude en vert de Neil Gaiman récompensée par le prix Hugo de la meilleure nouvelle courte. Cette bande dessinée, publiée par Dark Horse Comics, mêle les univers d'Arthur Conan Doyle et de H. P. Lovecraft ; elle est publiée en France en 2022 sous le titre Une étude en émeraude.
Albuquerque tient à encrer ses propres dessins, notamment parce qu'il considère que l'encrage est l'étape pendant laquelle un artiste exprime sa personnalité.

## Inspirations et influences
Albuquerque affirme lire Astérix depuis son enfance, et apprécier les auteurs Enki Bilal et Enrico Marini[réf. souhaitée].
Sur son site internet, il a également indiqué que son auteur favori est Brian Azzarello.

## Œuvres

### Version française
- American Vampire : Sang neuf (2011, Panini Comics)
- American Vampire : Le Sable du désert (2011, Panini Comics)
- American Vampire : Le Fléau du Pacifique (2013, Urban Comics)
- American Vampire : Course contre la mort (2013, Urban Comics)
- American Vampire : La Liste Noire (2014, Urban Comics)
- American Vampire : Une Virée en Enfer (2014, Urban Comics)
- American Vampire : Le Marchand Gris (2015, Urban Comics)
- American Vampire : La Septième Ligne (2016, Urban Comics)
- American Vampire : Le Grand Mensonge (2021, Urban Comics)
- American Vampire : Adieux (2021, Urban Comics)
- Une étude en émeraude (2022, Black River)

### Version originale
- American Vampire
  - American Vampire TPB Vol. 1 (#1-5, 2010)
  - American Vampire TPB Vol. 2 (#6-11, 2011)
  - American Vampire TPB Vol. 3 (#12-18, 2012)
  - American Vampire TPB Vol. 4 (#19-27, 2013)
  - American Vampire TPB Vol. 5 (#28-34, 2014)
- American Vampire: The Long Road to Hell (one-shot, 2013)
- American Vampire Second Cycle
  - American Vampire TPB Vol. 1 (#1-5, 2015)
  - American Vampire TPB Vol. 2 (#6-11, 2016)
- American Vampire: Anthology (#1, 2013)
- American Vampire: 1976 (#1-10, 2021)
- A Study in Emerald (2018)

## Prix et récompenses
- 2011 : 
  - Prix Eisner de la meilleure nouvelle série pour American Vampire (avec Scott Snyder)
  - Prix Harvey de la meilleure nouvelle série pour American Vampire (avec Scott Snyder)
- 2018 : Prix Inkpot, pour l'ensemble de son œuvre